# Reem International Circuit
Der Reem International Circuit (auch: Ar Reem Racetrack; arabisch حلبة الريم الدولية, DMG Ḥalbat ar-Rīm ad-duwalī) ist eine Rennstrecke bei Riad in Saudi-Arabien. Sie liegt 76 Kilometer westlich der saudi-arabischen Hauptstadt an der Hejaz Road. Sie ist die erste permanente Rennstrecke in Saudi-Arabien.
Die Rennstrecke liegt in einem sandigen Areal in der Wüste. Sie wurde ursprünglich nach den Chubaib-ar-Rīm-Dünen benannt, dem natürlichen Lebensraum einer seltenen Hirschart namens ar-Rīm.

## Geschichte
Der Bau der Strecke wurde vom saudi-arabischen Rennfahrer Abdulaziz Al Feisal initiiert, der Mitte der 2000er-Jahre einen geschlossenen Kurs für Rennaktivitäten in Saudi-Arabien schaffen wollte. Als Architekt wurde Raed Abuzinadah beauftragt, der zu diesem Zeitpunkt ebenfalls ein aktiver Vertreter der Rennszene in Saudi-Arabien war und danach zum ersten Manager der Strecke benannt wurde. Insgesamt 6 Investoren steuerten die nötigen Mittel zum Bau der Strecke bei. Der Kurs wurde am 5. Mai 2008 eröffnet.

## Streckenbeschreibung
Die im Uhrzeigersinn zu befahrene Strecke ist asphaltiert und kann durch mehrere Schikanenkombinationen und Shortcuts in insgesamt 9 verschiedene Streckenvarianten konfiguriert werden. Unter anderem umfasst die Strecke auch ein 1 km langes Oval das von den meisten Streckenkonfigurationen mit genutzt wird. Die längste Streckenvariante wird mit einer Länge von 3,8 km angegeben. Sie besitzt eine FIA-Grade-3-Abnahme.
Die Anlage umfasst auch einen 1,4 km langen Dragstrip der als Erweiterung der Start-Ziel-Gerade angelegt ist. Daneben befindet sich auch eine 1,2 km lange Kartstrecke und ein Off-Road-Track auf dem Gelände der Multifunktionsanlage.
Wegen der hohen Temperaturen im Sommer findet der Rennbetrieb hauptsächlich in den Wintermonaten statt.

## Veranstaltungen
Die Strecke war für einige Jahre fester Bestandteil der Porsche GT3 Cup Challenge Middle East, die allerdings nun nicht mehr dort antritt. Daneben starteten nationale Serien wie die Saudi National Radical Championship, der Zain Lotus-Cup Middle East, der Mini-Cup Saudi-Arabien, die Chevrolet Super-Cars Middle East Championship, die Lamborghini Superleggera Trofeo oder die Saudi Federation Karting Championship. Auch heute sind vornehmlich nationale Serien auf dem Wüstenkurs zu Gast. Eine der Hauptveranstaltungen ist das jährlich ausgetragene Saudi Racing Festival.